# Theriella
Theriella és un gènere de saltícids (aranyes saltadores) sud-americanes que va ser descrit per primera vegada per A. Braul i A. A. Lise l'any 1996. A l'agost de 2019 només contenia tres espècies, que només es troben a l'Argentina i al Brasil: T. bertoncelloi, T. galianoae, i T. tenuistyli.
T. tenuistyla es va traslladar de Yepoella quan es va erigir aquest gènere.